# Marquesado de Rafal
El marquesado de Rafal es un título nobiliario español creado por el rey Felipe IV el 14 de junio de 1636 a favor de Jerónimo de Rocamora y Thomas, VIII señor y I barón de Puebla de Rocamora y VIII señor de Benferri,  militar que se distinguió en las guerras de Flandes, para las que levantó a su costa y sostuvo uno de los famosos tercios de infantería. Por este hecho y por los apoyos prestados en el pasado por los antecesores de Jerónimo a la monarquía de los Habsburgo españoles, Felipe IV le concedió este título para él y para sus legítimos descendientes o sucesores. 
A Jerónimo de Rocamora y Thomas se le considera el fundador de Rafal debido a que con el título de marqués iba la independencia municipal, quedando la villa segregada de la municipalidad de Orihuela. 
En 26 de marzo de 1790, el rey Carlos IV le concedió la grandeza de España.

## Heráldica de la Casa de Rocamora

Corona del escudo del marquesado de Rafal desde 1636 hasta 1789

El escudo de armas de los Rocamora fue creado en 1588 por el VII señor de Benferri y Puebla de Rocamora Jaime de Rocamora y López Varea, padre de Jerónimo. A partir de 1636 y hasta 1789, el escudo de la Casa de Rocamora incorporaba la corona de marqués. Pero tras obtener el marquesado el título de grandeza de España en 1789, pasó a ser la corona ducal la que va incorporada en el escudo del marquesado, ya que es la correspondiente para los marquesados que ostentan esta dignidad. A pesar de que el escudo municipal del Ayuntamiento de Rafal incorpora la corona de marquesado y no la de ducado, es esta última la que corresponde al título de marqués de Rafal por su condición de grandeza. 
La descripción heráldica del blasón de los Rocamora es la siguiente:
«En campo de azur un roque de ajedrez de oro, puesto sobre una roca de su color sobre ondas de mar de azur y plata, sumado de un creciente del mismo metal, y acostado de dos flores de lis de oro. En jefe un ramo de moras natural». 

## Raíces de la Casa de Rocamora
La familia Rocamora, tronco de los fundadores y primeros marqueses de Rafal, procede de Pedro Ramón de Rocamora (Pierre Roman de Rocamoure), hijo del señor de Rocamoure, en la provincia francesa de Septimania (después Languedoc), al norte de los pirineos. Pedro Ramón era sobrino del rey de Francia Luis VIII.
Pedro Ramón de Rocamora acompañó junto a otros nobles a Jaime I el Conquistador, Rey de Aragón y conde de Barcelona, en varias de sus campañas de conquista.
El 25 de agosto de 1265, en el reparto de tierras hecho en Córdoba por el rey de Castilla y León Alfonso X el Sabio, en que fueron repartidas las tierras de la Vega Baja entre aquellos partícipes de la toma de Orihuela, se le asignó a Pedro Ramón de Rocamora pingüe mayorazgo en la vega alicantina.
La línea de varón no interrumpida de los Rocamora mantuvo sus posesiones unidas desde el siglo XIII hasta el siglo XVII. En ese momento, la línea se dividió en dos ramas, descendientes de Jerónimo de Rocamora y Thomas, una de Juan de Rocamora y García de Lasa y la otra de su hermano paterno Nicolás de Rocamora y Molins.
Con el mayorazgo que se produjo con el matrimonio de Jerónimo con María García de Lasa y con la anterior elevación del señorío de Rafal a marquesado, la familia de los Rocamora quedó dividida en una línea de marqueses de Rafal y otra de señores de Benferri.
La falta de sucesión de la rama de marqueses de Rafal hizo recaer al mayorazgo sobre la línea de señores de Benferri, continuando el linaje hasta su extinción en 1751.

## Rafal en sus tiempos de señorío
Tras el reparto hecho en Córdoba el 25 de agosto de 1265, Rafal, con su término muy bien definido, pasó a ser una heredad que no se sostenía a ningún tipo de título nobiliario. Fue entregada en un principio a la familia Despuig. Después estaría en posesión de las familias Monsí de Castañeda y de los Fernández de Lasa, hasta llegar a manos de los García de Lasa. Bajo el dominio de esta familia pasaría gran parte de su periodo medieval posterior a la Reconquista.
Ya a mediados del siglo XVI, Rafal pasó a ser un señorío en manos de los García de Lasa, siendo Gaspar García de Lasa y Ferré su I señor, Juan de Ferré y Proxita el II señor de Rafal y María García de Lasa y Togores su III señora. A partir de entonces se fundaría el marquesado, quedando el señorío suprimido.

## Listado de los señores de Rafal
|                        | Titular                                                 | Periodo                |
| Creación por Felipe II | Creación por Felipe II                                  | Creación por Felipe II |
| ---------------------- | ------------------------------------------------------- | ---------------------- |
| I                      | Gaspar García de Lasa y Ferré ¨lo fue en dos ocasiones¨ | ¿?-1609 1610-1611      |
| II                     | Juan de Ferré y Proxita                                 | 1609-1610              |
| III                    | María García de Lasa y Togores                          | 1611-1636              |

## Listado de los marqueses de Rafal
|                        | Titular                                                  | Periodo                |
| Creación por Felipe IV | Creación por Felipe IV                                   | Creación por Felipe IV |
| ---------------------- | -------------------------------------------------------- | ---------------------- |
| I                      | Jerónimo de Rocamora y Thomas                            | 1636-1638              |
| II                     | Gaspar de Rocamora y García de Lasa                      | 1638-1666              |
| III                    | Juan de Rocamora y García de Lasa                        | 1666-1691              |
| IV                     | Jerónima de Rocamora y Cascante                          | 1691-1736              |
| V                      | Jaime de Rocamora y Cascante                             | 1736-1740              |
| VI                     | Antonia de Rocamora y Heredia                            | 1740–1751              |
| VII                    | Antonio de Heredia y Rocamora                            | 1751-1761              |
| VIII                   | Antonia María de Heredia y Rocamora                      | 1761–1808              |
| IX                     | Vicente Melo de Portugal y Heredia                       | 1808-1830              |
| X                      | María del Pilar Melo de Portugal y Heredia               | 1831–1835              |
| XI                     | José Casimiro Manuel de Villena y Bambalere              | 1835–1854              |
| XII                    | Enrique Manuel de Villena y Álvarez de las Asturias      | 1854–1874              |
| XIII                   | María Isabel Manuel de Villena y Álvarez de las Asturias | 1874–1899              |
| XIV                    | Alfonso de Pardo y Manuel de Villena                     | 1899–1955              |
| XV                     | Fernando Pardo-Manuel de Villena y Egaña                 | 1955–1977              |
| XVI                    | Santiago Pardo-Manuel de Villena y Berthelemy            | 1977-2013              |
| XVII                   | Fernando Pardo-Manuel de Villena y de L'Epine            | 2015-actualidad        |

## Historia de los marqueses de Rafal
- Jerónimo de Rocamora y Thomas (m. 11 de mayo de 1638), I marqués de Rafal.[1]

Casó en primeras nupcias, en febrero de 1593, con Isabel Ana de Molins. Contrajo un segundo matrimonio, el 11 de abril de 1611, con Ana María García de Lasa. Le sucedió su hijo del segundo matrimonio.
- Gaspar de Rocamora y García de Lasa (m. después del 26 de agosto de 1666), II marqués de Rafal.[1]

Contrajo matrimonio, el 28 de octubre de 1643, con María Manuela de Valenzuela y Fajardo. Le sucedió su hermano:
- Juan de Rocamora y García de Lasa (m. después del 15 de marzo de 1691), III marqués de Rafal[1] y maestre de Campo.

Casó, en 1667, con María Luisa Cascante y Roda. Le sucedió su hija:
- Jerónima de Rocamora y Cascante (m. 25 de febrero de 1736), IV marquesa de Rafal.[1]

Casó, el 25 de agosto de 1691, con Jaime Rosell y Rocamora (m. 1727). Le sucedió su sobrino:
- Jaime de Rocamora y Cascante (m. 1740), V marqués de Rafal.[1]

Contrajo matrimonio, el 11 de junio de 1723, con Margarita Fernández de Heredia Bazán (m. 24 de marzo de 1783). Le sucedió su hija:
- Antonia de Rocamora y Heredia (m. 27 de noviembre de 1751), VI marquesa de Rafal.[1]

Casó, el 27 de octubre de 1743, con Antonio de Heredia y Bazán (m. 9 de mayo de 1753), superintendente de las Rentas Reales. Le sucedió su hijo:
- Antonio de Heredia y Rocamora (m. 31 de agosto de 1761), VII marqués de Rafal.[1]

Le sucedió su hermana:
- Antonia María de Heredia y Rocamora (m. 1808), VIII marquesa de Rafal, grande de España. [1]

Contrajo un primer matrimonio, el 22 de octubre de 1762, con Juan María del Castillo y Horcasitas, IV conde de Moriana del Río (m. mayo de 1765). Casó en segundas nupcias, el 24 de octubre de 1772, con Pablo Melo de Portugal y de la Rocha, IV marqués de Vellisca. Le sucedió su hijo del segundo matrimonio:
- Vicente Melo de Portugal y Heredia (m. 9 de septiembre de 1830), IX marqués de Rafal, grande de España.[1]

Casó, en 1794, con María Concepción González de Avellaneda, condesa del Valle de San Juan.  Le sucedió su hermana:
- María del Pilar Melo de Portugal y Heredia (m. 24 de agosto de 1835), X marquesa de Rafal, grande de España[1] y I baronesa del Monte.

Contrajo matrimonio, del 6 de abril de 1790, con José Manuel de Villena y Fernández de Córdoba, V conde de Vía Manuel, grande de España. Le sucedió su nieto, hijo de Cristóbal Manuel de Villena y Melo de Portugal, VI conde de Vía Manuel, grande de España, y su esposa María Esperanza de Bambalere y Olmos:
- José Casimiro Manuel de Villena y Bambalere (Cheles, 3 de junio de 1825-2 de noviembre de 1854), XI marqués de Rafal,[1] VII conde de Vía Manuel, dos veces grande de España,[3] VIII conde de la Granja, XI barón de Puebla de Rocamora, III barón del Monte, XV señor de Cheles, gentilhombre de cámara con ejercicio y servidumbre,[4] heredó las dos importantes casas nobiliarias y numerosos títulos de nobleza. Con once años heredó las pertenencias de su padre y tras fallecer su abuela la marquesa de Rafal en 1838 heredó el resto de su patrimonio.

Casó, en Madrid, el 7 de febrero de 1850, con María Josefa Álvarez de las Asturias Bohorques y Guiráldez (m. 1885), dama de la Orden de las Damas Nobles de la Reina María Luisa, hija de Mauricio Nicolás Álvarez de las Asturias Bohorques y Chacón, II duque de Gor, grande de España, VII marqués de Trujillos, VI conde de Torrepalma, etc., y de María de la O Jacoba Guiráldez y Cañas, VII condesa de Lérida. Le sucedió su hijo:
- Enrique Manuel de Villena y Álvarez de las Asturias (m. 24 de mayo de 1875), XII marqués de Rafal y VIII conde de Vía Manuel, dos veces grande de España.[2]

En 1 de octubre de 1884, por rehabilitación, sucedió su hermana:
- María Isabel Manuel de Villena y Álvarez de las Asturias (Madrid, 4 de diciembre de 1850-18 de abril de 1929), XIII marquesa de Rafal, IX condesa de Vía Manuel. dos veces grande de España,[2] XII baronesa de Puebla de Rocamora y I marquesa de Puebla de Rocamora.[4]

Contrajo matrimonio, el 12 de enero de 1867, con Arturo Pardo Inchausti (m. 17 de marzo de 1907), senador. Le sucedió su hijo:
- Alfonso de Pardo y Manuel de Villena ;(Madrid, 18 de febrero de 1876-21 de junio de 1955), XIV marqués de Rafal, grande de España y senador,[1] IV marqués de Valdesevilla, V marqués de Villa Alegre de Castilla, X vizcondee de Peñaparda de Flores y académico de la Historia por la diputación permanente de la grandeza de España.[6]

Casó, el 10 de junio de 1899, con Ignacia de Egaña y Aranzabe (m. 23 de enero de 1932), hija de Casimiro de Egaña y Oquendo y de Concepción de Aranzabe y Alpizar. Le sucedió su hijo:
- Fernando Pardo-Manuel de Villena y Egaña (m. 19 de diciembre de 1977), XV marqués de Rafal, grande de España[1] y V marqués de Valdesevilla.[6]

Contrajo matrimonio, en octubre de 1925, con María Pilar Martos y Zabálburu (m. 28 de diciembre de 2003). Le sucedió su sobrino, hijo de Ignacio Pardo-Manuel de Villena y Egaña y de Isabel Simone Berthelemy Supervielle.
- Santiago Pardo-Manuel de Villena y Berthelemy (París, 20 de octubre de 1932-Madrid, 7 de diciembre de 2013),[8] XVI marqués de Rafal, grande de España[1] VI marqués de Villa Alegre de Castilla y VI marqués de Valdesevilla.[6]

Casó, el 3 de octubre de 1959 en Prouzel, con Evelyne de L'Epine. Le sucedió su hijo:
- Fernando Pardo-Manuel de Villena y de L'Epine, XVII y actual marqués de Rafal, grande de España.[6][9]